# Urverahu
Urverahu est une île inhabitée d'Estonie, de 1,5 ha et 300 m de long environ, située en mer Baltique.

## Géographie
Elle est située à 250 mètres de la plus grande île estonienne : Saaremaa, dans le comté de Saare, entre les villages d'Alta et d'Eeriksaare.
L'île possède un substrat sableux une végétation herbacée, elle appartient au parc national de Vilsandi.

## Ponton pour l'export de pierre
Une longue saignée traverse l'île du Est en Ouest et se poursuit en mer. Dans les années 1920, le calcaire était extrait du village d'Atla à Riiumäe et débité en dalles et pavé. Il était ensuite acheminé, par chemin de fer construit jusqu'à l'île de Urverahu pour transporter le calcaire sur un ponton en mer et charger des navires à destination de la Finlande.

## Faune
Du printemps et dans la première moitié de l'été, de nombreux oiseaux s'y reproduisent, pour cette raison, et même s'il n'y a pas de restriction d'accès, il est déconseillé d'accéder à l'île à cette période.